# Mimomalthinus shokhrini
Mimomalthinus shokhrini es una especie de coleóptero de la familia Cantharidae.

## Distribución geográfica
Habita en Rusia.